# Исторически град на джамиите Багерхат
Историческият град на джамиите Багерхат (на бенгалски: মসজিদের শহর বাগেরহাট) е исторически град край съвременния Багерхат в югозападен Бангладеш.
Построен през XV век от военачалника Джахан Али Хан под името Халифатабад и е един от главните градове на Бенгалския султанат, но впоследствие е изоставен и погълнат от джунглата, като е разкрит отново през XIX век. Комплексът включва около 50 сгради, характерни за ислямската архитектура на Индийския субконтинент. През 1985 година Градът на джамиите е включен в Списъка на световното наследство на ЮНЕСКО.